# Paradohertya triphasia
Paradohertya triphasia là một loài bướm đêm thuộc phân họ Arctiinae, họ Erebidae.